# 버마 VJ
버마 VJ(Burma VJ: Reporting From A Closed Country)는 덴마크에서 제작된 안데르스 외스터가르트 감독의 2008년 영화이다.
VJ는 "비디오 저널리스트"(video journalist)를 의미한다.

## 제작진
- 공동제작: 프레드릭 게르튼

## 같이 보기
- 8888 항쟁
- 사프란 혁명